# Distretto di Kawardha
Il distretto di Kawardha è un distretto del Chhattisgarh, in India, di 584 667 abitanti. Il suo capoluogo è Kawardha.